# Mirrorless

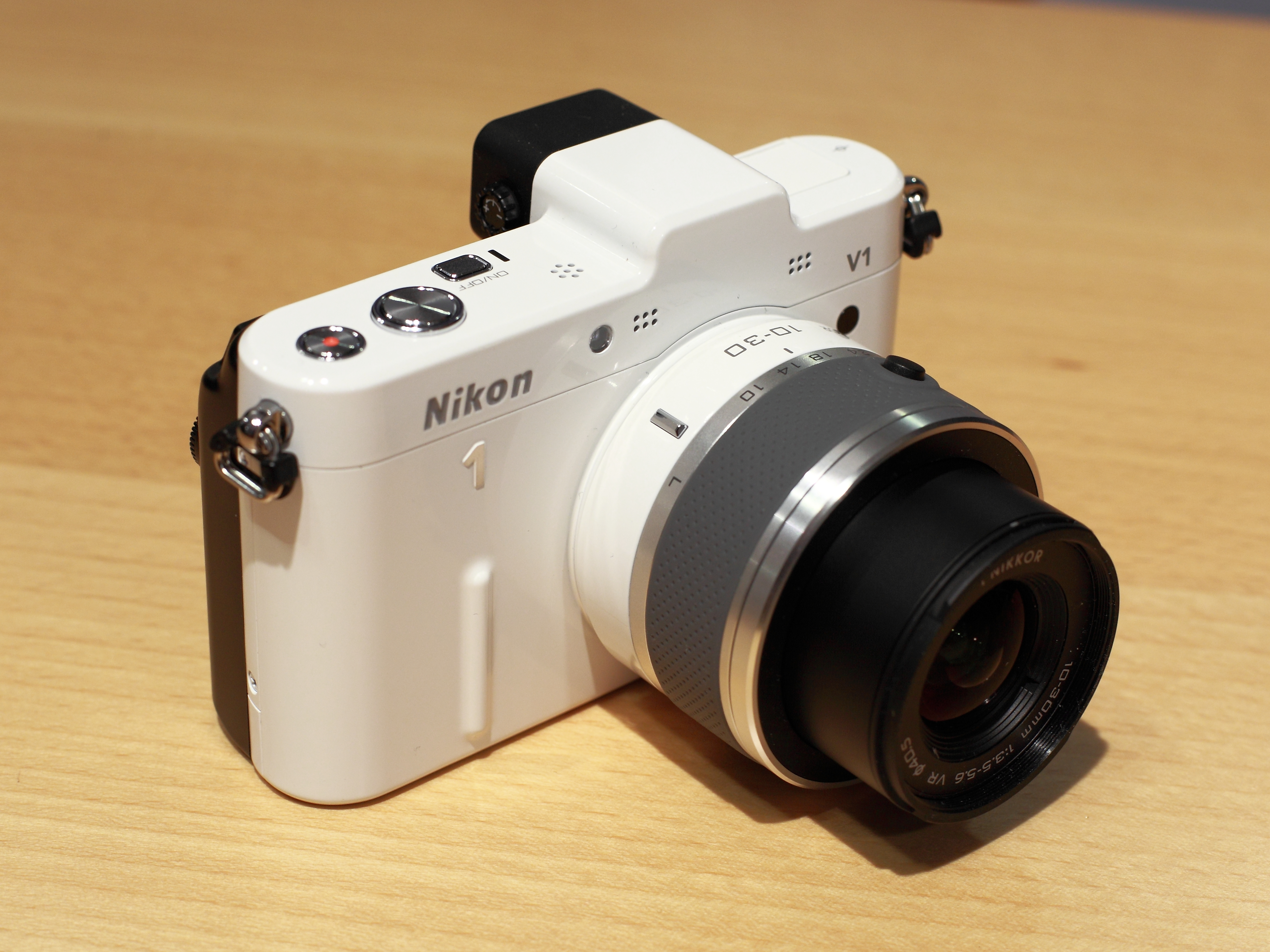
Nikon 1 V1

Il termine mirrorless significa «senza specchio», ed indica tutte le fotocamere digitali senza il classico sistema a specchio delle reflex. Generalmente possiedono anche un mirino ottico, elettronico o ibrido, e vengono nominate EVIL (dall'inglese electronic viewfinder interchangeable lens, "ad ottiche intercambiabili con mirino elettronico"). Tra le mirrorless, il termine MILC (mirrorless interchangeable lens camera), indica le fotocamere senza specchio ad obiettivo intercambiabile. Per cui, non vengono considerate MILC le fotocamere tipo bridge e compatte, nonostante siano prive di specchio, perché non hanno le ottiche intercambiabili. 
Alcune fotocamere, come ad esempio la Leica M10 e la Epson R-D1, sono fotocamere a telemetro digitali che rientrano a tutti gli effetti sia tra le MILC che tra le mirrorless.

## Caratteristiche
La caratteristica principale che distingue le fotocamere mirrorless dalle reflex è l'assenza dello specchio e quindi un diverso tipo di mirino. Questa modalità progettuale permette di ottenere dei corpi macchina di dimensioni ridotte, scatti più silenziosi, privi di vibrazioni e l'uso di ottiche con un tiraggio molto corto, quindi con la possibilità (grazie a speciali adattatori) di montare quasi tutte le ottiche intercambiabili dei vari altri sistemi con tiraggio maggiore (dove possibile - in quanto i moderni obiettivi necessitano di particolari collegamenti elettronici, per funzionare).
Le fotocamere mirrorless possono essere equipaggiate con mirini ottici (OVF, Optical View finder), con mirini elettronici (EVF, Electronic View finder), oppure con mirini ibridi opto-elettronici (ma più rari), che presentano sia un mirino elettronico che un mirino ottico galileiano.
Su alcune fotocamere mirrorless manca il mirino e c'è solo il display sul dorso, avvicinandosi come fattore di forma e funzionalità agli smartphone, ma mantenendo spesso una qualità d'immagine più alta.

## Storia
Nel 2013, le mirrorless costituivano circa il cinque percento del totale delle fotocamere vendute. Nel 2015, rappresentavano il 16% negli Stati Uniti e il 26% delle vendite al di fuori del continente Americano.

### 2004-2008
La prima fotocamera mirrorless commercializzata è stata la Epson R-D1 (uscita nel 2004) seguita dalla Leica M8 (uscita nel settembre 2006), benché siano effettivamente mirrorless è più corretto chiamarle telemetro. Il sistema Micro Quattro Terzi è stato distribuito in Giappone nell'ottobre 2008, e la prima fotocamera ad adottarlo fu la Panasonic Lumix DMC-G1.

### 2009-2010

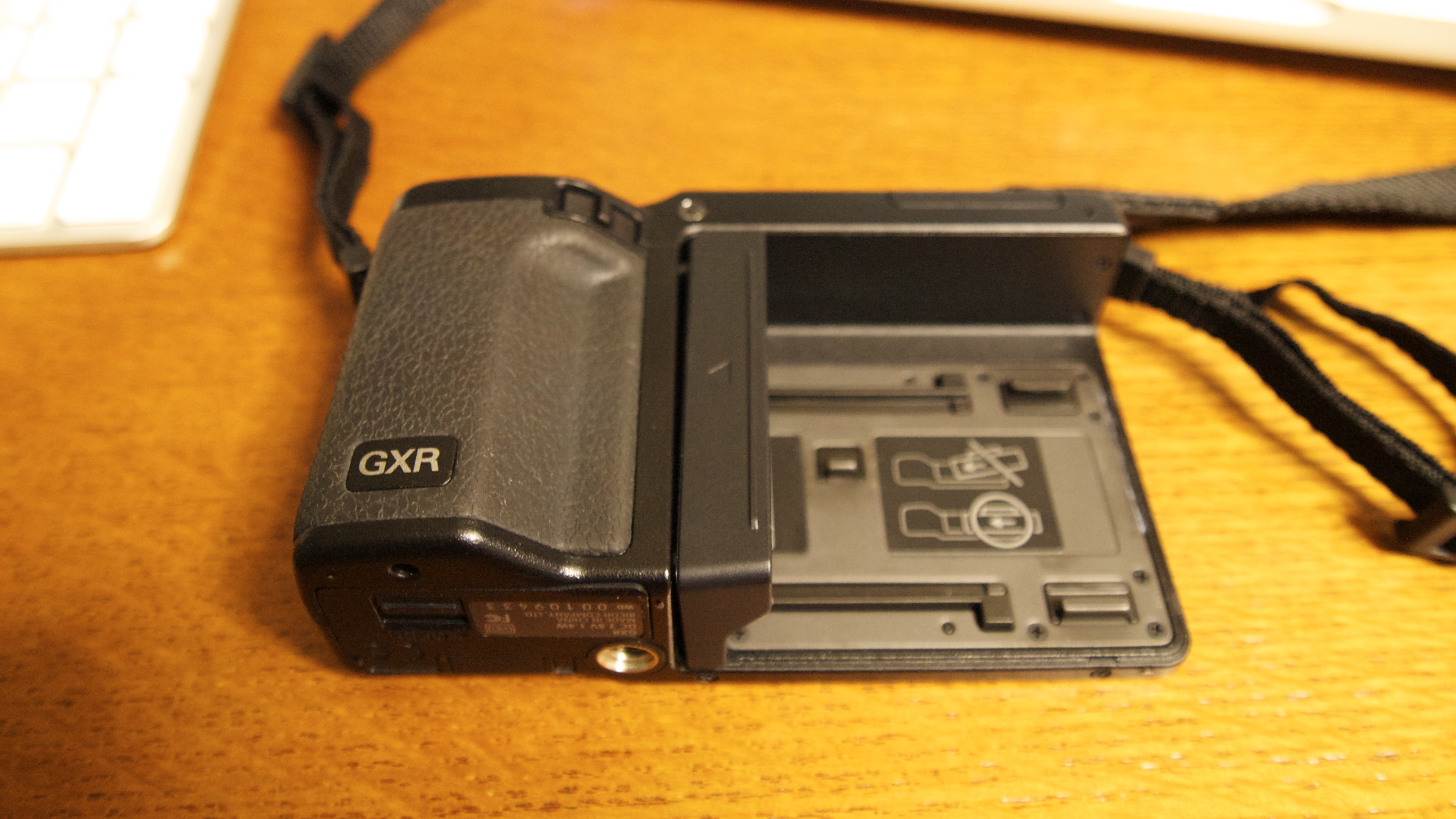
Il corpo della Ricoh GXR

Con il lancio della linea GXR (novembre 2009) Ricoh tentò un approccio radicalmente diverso. La fotocamera presentava un corpo macchina privo di sensore, il corredo prevedeva particolari obiettivi intercambiabili, una vera e propria unità sigillata composta dall'ottica e dal sensore, anziché un normale obiettivo intercambiabile. Questa particolare modalità costruttiva era comparabile ma ben distinta da quella delle più classiche mirrorless e riceveva giudizi contrastanti, principalmente a causa dei costi; tale approccio non è stato in seguito portato avanti da nessuna altra azienda.
Dopo l'introduzione del Micro Quattro Terzi, Panasonic e Olympus hanno commercializzato diverse altre fotocamere, con Olympus PEN E-P1 (annunciato a giugno 2009) la prima fotocamera mirrorless di dimensioni compatte (tascabile con un piccolo obiettivo). La Samsung NX10 (annunciata a gennaio 2010) è stata la prima fotocamera di questa categoria a non utilizzare il sistema Micro Quattro Terzi, utilizzando invece un nuovo innesto proprietario (Samsung NX-mount). Sony Alpha NEX-3 e NEX-5 (annunciate il 14 maggio 2010 e messe in commercio nel luglio 2010) hanno visto la Sony entrare nel mercato con un nuovo attacco proprietario (il Sony E-mount), sebbene la fotocamera includesse adattatori LA-EA1 e LA-EA2 per l'eredità Minolta A-mount.

### 2011

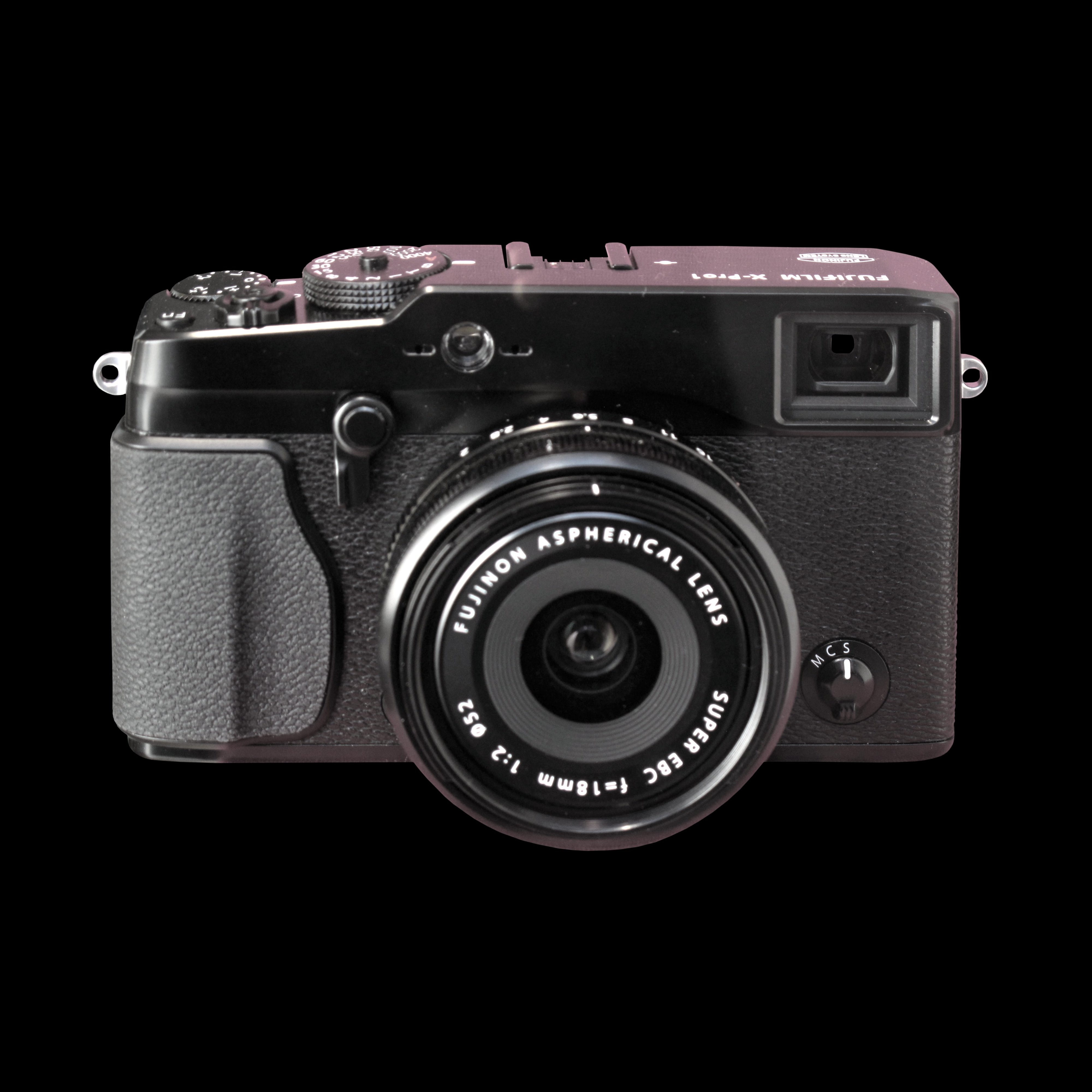
Fujifilm X-Pro1

Nel giugno 2011, Pentax annuncia il proprio modello mirrorless denominato Q e un sistema di lenti con attacco Q. La serie originale Q viene equipaggiata con un sensore CMOS da 1/2.3 pollice per 12.4 megapixel. La Q7, introdotta sul mercato nel 2013, avrà un sensore leggermente più grande 1/1.7 pollice mantenendo gli stessi megapixel.
Nel settembre 2011, Nikon annuncia il lancio del sistema Nikon 1 che consiste delle fotocamere Nikon 1 J1 e Nikon 1 V1 e il sistema di lenti dedicato. La V1 è caratterizzata dalla presenza di un mirino elettronico.